# Кризополис
Кризополис (порт. Crisópolis)  —  город и муниципалитет в Бразилии, входит в штат Баия. Составная часть мезорегиона Северо-восток штата Баия. Входит в экономико-статистический  микрорегион Алагоиньяс. Население составляет 20 684 человека на 2006 год. Занимает площадь 505,433 км². Плотность населения — 40,9 чел./км².

## История
Город основан в 1962 году.

## Статистика
- Валовой внутренний продукт на 2003 год составляет 43 033 611,00 реалов (данные: Бразильский институт географии и статистики).
- Валовой внутренний продукт на душу населения на 2003 год составляет 2159,46 реалов (данные: Бразильский институт географии и статистики).
- Индекс развития человеческого потенциала на 2000 год составляет 0,553 (данные: Программа развития ООН).